# احمدآباد (بخش مرکزی نیشابور)
احمدآباد یک روستا در ایران است که در دهستان درب قاضی شهرستان نیشابور واقع شده‌است. احمدآباد ۱۲۰ نفر جمعیت دارد.